# Staatsgerichtshof des Landes Hessen
Der Staatsgerichtshof des Landes Hessen ist das Verfassungsgericht des Landes Hessen. Der Gerichtshof hat seit 2010 seinen Sitz in der hessischen Landeshauptstadt Wiesbaden in einem Nebengebäude des Hessischen Justizministeriums in der Luisenstraße.

## Verfassungsrechtliche Grundlagen

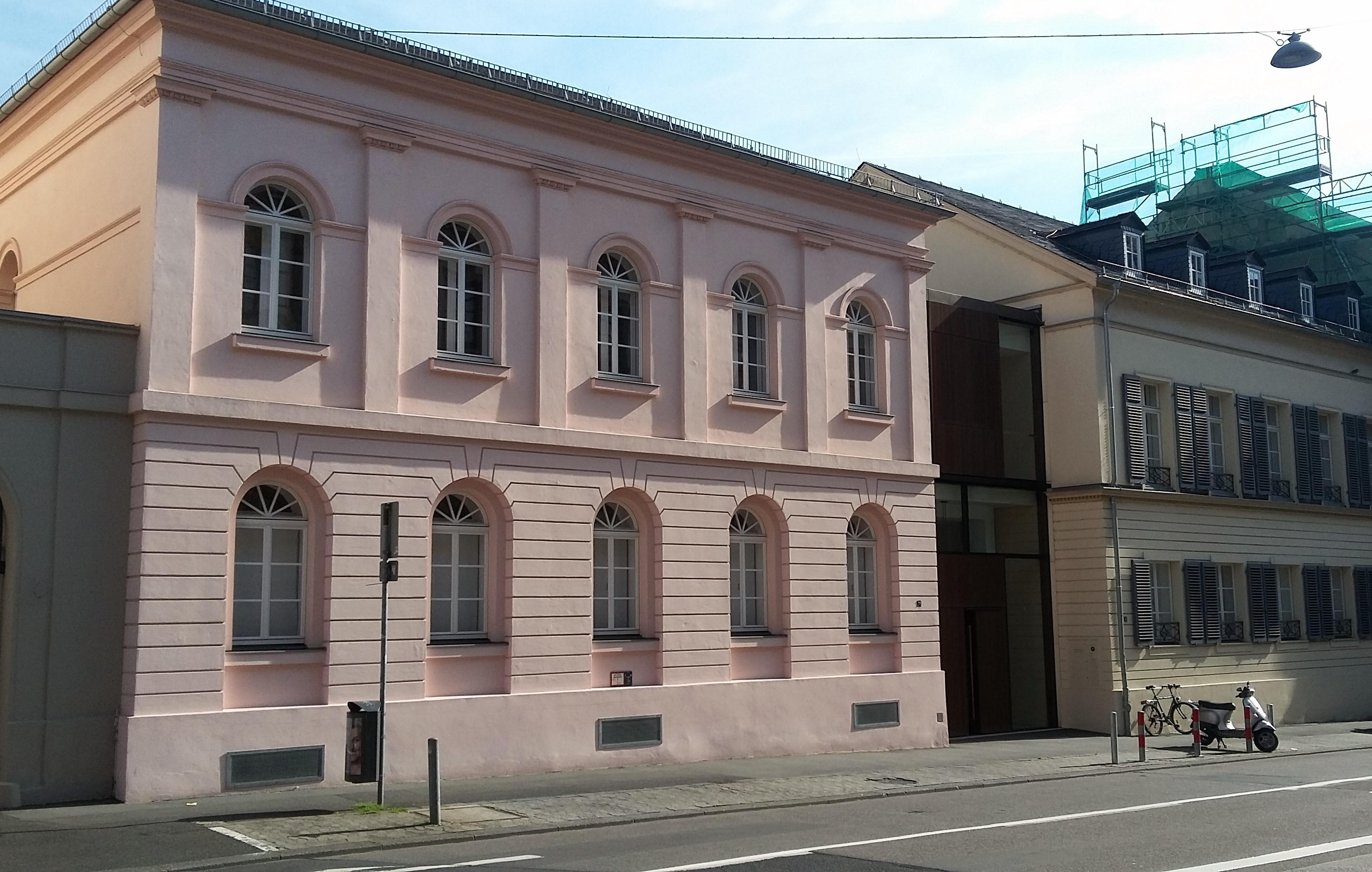
Hauptansicht Luisenstraße

Struktur, Zuständigkeiten und Verfahren des Staatsgerichtshofs sind in den Artikeln 130 bis Art. 133 der Verfassung des Landes Hessen und im Gesetz über den Staatsgerichtshof geregelt. Der Staatsgerichtshof ist ein Verfassungsorgan des Landes Hessen. Der Staatsgerichtshof entscheidet:
- über Grundrechtsklagen,
- über Verfassungsstreitigkeiten,
- über die Vereinbarkeit von hessischen Gesetzen und Rechtsverordnungen mit der Verfassung des Landes Hessen,
- in Verfahren bei Volksabstimmungen, Volksbegehren und Volksentscheid,
- Anklagen gegen ein Mitglied der Landesregierung,
- in den sonstigen ihm durch Gesetz zugewiesenen Fällen.

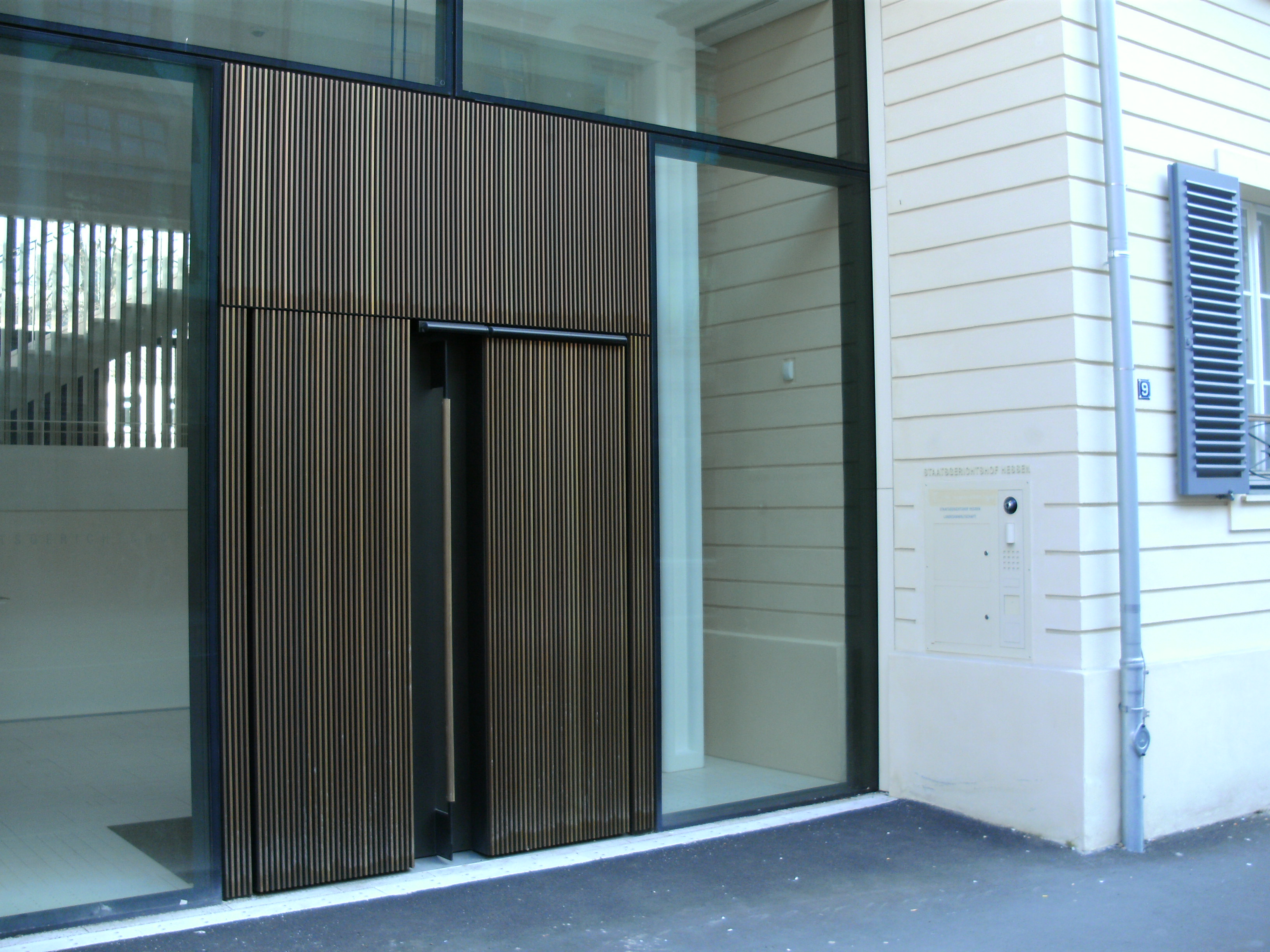
Eingangsportal

## Zusammensetzung
Der Staatsgerichtshof besteht aus elf Mitgliedern, von denen fünf Richter im Landesdienst (Berufsrichter) sein müssen. Ihre Wahl erfolgt durch einen Wahlausschuss, der aus acht Landtagsabgeordneten besteht und erfordert eine Zweidrittelmehrheit. Die Amtszeit der richterlichen Mitglieder beträgt sieben Jahre. Sechs weitere Mitglieder des Staatsgerichtshofs werden zum Beginn jeder Legislaturperiode vom Landtag mit einfacher Mehrheit gewählt. Ihre Amtszeit entspricht der Dauer der Legislaturperiode. Die Wiederwahl der richterlichen wie auch der weiteren Mitglieder ist zulässig.
Präsident und Vizepräsident des Staatsgerichtshofs werden vom Landtag auf die Dauer der jeweiligen Amtszeit als Mitglied des Staatsgerichtshofs aus der Gesamtheit aller ständigen Mitglieder gewählt. Sie müssen die Befähigung zum Richteramt besitzen.

### Mitglieder
Seit 2023 (nicht richterliche Mitglieder 2019 gewählt) sind Mitglieder des Staatsgerichtshofs des Landes Hessen:
Richterliche Mitglieder
- Jürgen Gasper, Vorsitzender Richter am Verwaltungsgericht
- Dirk Liebermann, Richter am Oberlandesgericht
- Harald Wack, Präsident des Verwaltungsgerichts[5]
- Präsident des Staatsgerichtshofes: Wilhelm Wolf, Präsident des Landgerichts
- Annett Wunder, Richterin am Landessozialgericht[5]

Nicht richterliche Mitglieder
- Vizepräsidentin des Staatsgerichtshofes: Ute Sacksofsky, Universitätsprofessorin
- Gerhard Böhme, Vorsitzender Richter am Verwaltungsgericht a. D.
- Desirée Dauber, Richterin am Bundesgerichtshof[6]
- Steffen Detterbeck, Universitätsprofessor
- Ulrich Fachinger, Rechtsanwalt
- Georg D. Falk, Vorsitzender Richter am Oberlandesgericht a. D.

Geschäftsleiter
- Geschäftsleiter des Staatsgerichtshofes: Mark Häuser[4]

Landesanwaltschaft
Die Aufgaben des öffentlichen Klägers beim Staatsgerichtshof werden von der Landesanwaltschaft wahrgenommen, die wie die richterlichen Mitglieder vom Wahlausschuss gewählt wird. Landesanwältin ist Stand 2016 die Marburgerin Monika Böhm.

## Antragsberechtigte
Einen Antrag an den Staatsgerichtshof kann stellen:
- eine Gruppe von Stimmberechtigten, die mindestens ein Hundertstel aller Stimmberechtigten des Volkes umfasst
- der Landtag
- ein Zehntel der gesetzlichen Zahl seiner Mitglieder
- die Landesregierung
- der Ministerpräsident

## Geschichte

### Weimarer Republik
Einen Staatsgerichtshof gab es in der Zeit der Weimarer Republik bereits im Volksstaat Hessen. Dessen Rechtsgrundlage war Art. 50 der Verfassung des Volksstaates Hessen sowie das Gesetz über den Staatsgerichtshof vom 13. Mai 1921 (Rbl. S. 99 ff.).

### Nach 1945
Die Verfassung des Landes Hessen ist nach einer Volksabstimmung am 1. Dezember 1946 in Kraft getreten. Anschließend wurde der Gesetzestext über den Staatsgerichtshof von der Hessischen Landesregierung und dem Hessischen Landtag ausgearbeitet, dreimal beraten und am 10. Dezember 1947 verabschiedet. An der Erarbeitung des Gesetzes waren beteiligt: Leo Bauer, Max Becker, Emil Carlebach, Friedrich Caspary, Adam Euler, Karl Kanka, Ludwig Metzger, Cuno Raabe, Elisabeth Selbert, Erwin Stein und Albert Wagner. Die Wahl der ersten Mitglieder durch den Hessischen Landtag fand am 13. Oktober 1948 statt. Am 3. November 1948 wurden die Mitglieder vereidigt und nahmen ihre Arbeit unmittelbar danach auf. Der erste Präsident des modernen Staatsgerichtshofs war Karl Lehr.
Am 2. November 2018 wurde das 70-jährige Jubiläum des modernen Staatsgerichtshofs als Verfassungsorgan des Landes Hessen gefeiert.

## Gebäude
Am 8. Juni 2010 wurde das neue Dienstgebäude in der Luisenstraße in Wiesbaden eingeweiht. Vorausgegangen ist dem eine zweijährige Umbauphase von zwei nebeneinanderliegenden denkmalgeschützten Gebäuden. Die Häuser wurden ca. 1830 als zwei freistehende zweigeschossige Wohnhäuser zu fünf Achsen mit seitlichen Toreinfahrten erbaut. Sie waren Teil des so genannten „historischen Fünfecks“ von Wiesbaden. Ihr Baustil orientierte sich am klassizistischen Historismus Im Jahre 1955 wurden die beiden Häuser saniert und in Verwaltungsgebäude umgebaut. Dabei entstand schon ein Treppenhaus zwischen den beiden Häusern.
Beim Umbau seit 2008 wurde die Verbindung beider Häuser mit Genehmigung des Denkmalschutzamtes als moderne Fuge gestaltet. Ein Gebäude musste wegen maroder Bausubstanz komplett entkernt und neu aufgebaut werden.